# دونالد كريك
دونالد كريك (26 أغسطس 1931 – 12 سبتمبر 1985) سياسي من مان يتوبا , كندا , وعضو محافظ تقدمي في الجمعية التشريعية لمان يتوبا من 1961 – 1981 , وعمِل وزيرًا في حكومتي ولتر واير و سترلنق ليون .
ولِدَ في بال دور , مان يتوبا , وتلقّى تعليمه في جامعتَي مان يتوبا و ميني سوتا كما حصل على درجتي الماجستير في العلوم والتعليم . وقد عمِل مهندس ميكانيكي و أستاذ مساعد في الهندسة بعد تخرجه , وشغِلَ منصب مدير لمدرسة في تِل بورد من عام 1962-1964 , ورئيسًا لمركز مان يتوبا للبحوث من 1964-1966 , كما عمِلَ أيضًا مهندس استشاري في مدينة ويني بيج من عام 1966 حتى وفاته . وتزوج أول مرة بالسيدة شيرلي هل و رُزِقا بثلاثة أطفال وهم جودي ( 1958 ) و بولي ( 1961 ) و دونا (1964 ) . و خلال فترة السبعينات فتحَ كريك خط هاتفي للإجابة والخدمات السكرتارية . 
وقد انتٌخِبَ للسلطة التشريعية في مدينة مان يتوبا جرّاء الانتخاب الإقليمي في عام 1966 , محققًا انتصارًا نسبيًا في قيادة إس تي .فيتال ( وهي شعبة منتخبة إقليميًا في محافظة مان يتوبا الكندية ) في مدينة ويني بيج . وبالرغم من صغَرِ سنه وقلة خبرته إلا أنه عُيّنَ بتاريخ 7 نوفمبر 1967 وزيرًا للمعادن والمصادر الطبيعية , وعُيّن أيضًا بتاريخ 24 سبتمبر 1968وزيرًا للشباب والتعليم بالإضافة إلى مسؤوليته عن عمل المكتبات العامة والمكتبات التشريعية . 
أصدر كريك بوصفهِ وزيرًا للتعليم الإذن التشريعي للسكان الأصليين لكندا بحق التصويت وحتى الانتخاب في مجالس المدارس المحلية , وفي ضوء ذلك موّلَ مشروع قانون خاص من  NDP MLA  ( وهو حزب سياسي يساري ) و green Sidney  ( وهو سياسي كندي فاز مرتين بقيادة الحزب الديموقراطي الجديد) وذلك لاستلهام هذا التشريع .
ولم تدم فترته الوزارية طويلاً , كما خسِرَ التوريسون ( وهم المنتمون إلى الحزب المحافظ ) نصيبهم الانتخابي في الحزب الديموقراطي الجديد عام 1969. وقد هزمَ غريمهُ في الحزب الديموقراطي الجديد جيمس بوت شنن ب 29 صوتًا في مسألة إعادة توزيع حكم رايل ( وهي شعبة كندية مُنتخبة محليًا ) , وفي انتخابات 1973 انتصرَ على الوزير ويلسون بارا سوك بفارقٍ بسيط .
استعاد التوريسون السلطة في انتخابات 1977 .  ثم أعيد انتخاب كريك على حساب مرشح الNDP  دورين دو دك بفارق أربعة آلاف صوت . وفي 24 أكتوبر 1977 عُيّنَ كريك وزيرًا للمالية ورئيسًا لهيئة مان يتوبا للطاقة , بالإضافة إلى مسؤوليته الوزارية عن هايدرو مان يتوبا ( وهي منظمة معنيّة بالكهرباء والطاقة ) واستمر في هذه المناصب حتى 16 يناير 1981 , ثم عمِل رئيسًا لمجلس الخزانة من 20 أكتوبر 1978 حتى 23 نوفمبر 1979, ووزيرًا للطاقة والمعادن مع مسؤوليته عن مصادر الغابات المحدودة لمان يتوبا . وفي 16 أكتوبر 1981 عُيّن نائب وزير بجانب مسؤوليته عن مجلس مان يتوبا للطاقة ومؤسسة مان يتوبا للإنماء .
خسِرَ حزب اليمين المُحافظ (  ( Tories الانتخابات المحلية أمام الحزب اليساري (NDP) عام 1981 , وخسِرَ كريك شخصيًا أمام دورين دو دك بفارق 242 صوت في إعادة سباق الانتخابات عام 1977 . 
توفي كريك وهو في عمرٍ صغير نسبيًا أي ما يقارب ال54 عامًا في منزله الريفي في كلير واتر باي , مدينة أوناريتو عام 1985  , بينما كان يعاني منذ فترة السبعينات من أزمة قلبية . ويوجد الآن مكتبة للهندسة باسم دونالد كريك بجامعة مان يتوبا , كما توفر هذه الجامعة منحة دراسية تذكارية لدونالد كريك .